# Ditlevsenia tristis
Ditlevsenia tristis is een rondwormensoort. De wetenschappelijke naam van de soort is voor het eerst geldig gepubliceerd in 1911 door Ditlevsen.